# 2020 au Pakistan
Cet article présente les faits marquants de l'année 2020 au Pakistan.

## Évènements
- 1er mai : à Wana, Sardar Arif Wazir, activiste des droits des Pachtounes et leader de l'association de protection des droits de l'homme Pashtun Tahafuz Movement, est gravement blessé par des tirs émis depuis un véhicule qui s'enfuit après, Arif Wazir succombera de ses blessures le lendemain dans un hôpital d'Islamabad[1] ; l'attentat n'est pas revendiqué, mais l'avocat de l'association Mohsin Dawar dénonce un acte de terrorisme d'État, la famille Arif Wazir ayant déjà été attaquées par des partisans du gouvernement et Sardar arrêté par la police pakistanaise le 17 avril précédent pour un discours qu'il avait prononcé en Afghanistan[1].
- 22 mai : un Airbus A320 de la Pakistan International Airlines s'écrase sur un quartier résidentiel de Karachi avec 99 personnes à bord[2], provoquant 97 morts (parmi les 2 survivants se trouvent Zafar Masud, le président de la Bank of Punjab, une des plus importantes banques du Pakistan)[3].
- 29 juin : la Bourse de Karachi est attaquée par un commando des indépendantistes de l'Armée de Libération du Balouchistan, qui tue 4 gardes et policiers, avant que les 4 membres du commando soient eux-mêmes abattus par la police, dans un contexte où depuis novembre 2018 les indépendantistes Baloutches multiplient les attaques contre les infrastructures économiques pakistanaises et chinoises[4].
- 28 septembre : le chef de l'opposition du Pakistan (en) Shehbaz Sharif est arrêté pour une affaire de corruption[5].
- 27 octobre : l'attentat de l'école de Peshawar fait au moins 8 morts.